# Eukiefferiella tobavicesima
Eukiefferiella tobavicesima är en tvåvingeart som beskrevs av Akio Kikuchi och Sasa 1990. Eukiefferiella tobavicesima ingår i släktet Eukiefferiella och familjen fjädermyggor. Inga underarter finns listade i Catalogue of Life.